# Hansford County
Hansford County är ett administrativt område i delstaten Texas, USA, med 5 613 invånare (2010). Den administrativa huvudorten (county seat) är Spearman.

## Geografi
Enligt United States Census Bureau har countyt en total area på 2 383 km². 2 380 km² av den arean är land och 3 km² är vatten.  

### Angränsande countyn
- Texas County, Oklahoma - norr
- Ochiltree County - öster
- Roberts County - sydost
- Hutchinson County - söder
- Sherman County - väster